# Císařská vila Kacura
Císařská vila Kacura (japonsky Kacura Rikjú, ヴィラ桂), též Odloučený palác Kacura, je vila s přilehlými zahradami a hospodářskými budovami nacházející se ve čtvrti Nišikjó-ku na jihozápadním okraji japonského města Kjóto odděleně od Kjótského císařského paláce. Je to jeden z nejvýznamnějších rozsáhlých japonských kulturních pokladů.
Zahrady vily jsou považovány za mistrovské dílo japonského zahradnictví a její stavby patří k tomu nejlepšímu co nabízí japonská architektura. Ve vile se nachází audienční síň šóin, patří k ní i čajové altány a promenádní zahrada.
Vila Kacura je dobrým příkladem podstaty japonského tradičního návrhářství. Kombinuje v sobě postupy a zásady užívané obvykle u raných šintoistických svatyní a spojuje je s estetikou a filozofií zen-buddhismu.
Palác patřil rodině císařského prince Hačidža no Miji (八条宮). Nyní o něj pečuje Úřad pro záležitosti japonského císařského dvora, do jehož pravomoci spadají i návštěvy na objednávku.

## Historie
Městská část Kacura v Kjótu bývala oblíbeným místem pro stavbu vil. V období Heian zde měl svoji vilu i regent Fudžiwara no Mičinaga. Dvořané z hlavního města považovali Kacuru za elegantní místo pro pozorování Měsíce.
Císařskou vilu nechal v roce 1620 vybudovat princ Tošihito Hačidžó (1579–1629), mladší bratr císaře Go-Józeie (1586–1611). V roce 1586 byl adoptován Hidejošim Tojotomim, ale když se roku 1589 Hidejošimu narodil vlastní syn, odloučili se. Hidejoši Tojotomi obdaroval Tošihita pozemkem s výnosem 3000 koku (1 koku je asi 180 litrů) rýže a dovolil mu založit v císařské linii nový rod, z něhož vzešla linie Hačidžó.
Poté, co Tošihito získal pozemek na březích řeky Kacury, kde se odehrál děj románu Příběh prince Gendžiho, princ, který ho znal, se zde rozhodl postavit vilu navrženou podle pasáží této knihy. Jelikož však neměl dostatek financí, postavil nejprve vilu podobnou „čajovně u melounového políčka“. Po svatbě Masako Tokugawové s císařem Go-Mizunóem, na jehož nastolení se Tošihito spolupodílel, však začala výstavba velké císařské vily Kacury. Jak rostl princův význam ve veřejném životě, přijíždělo sem na návštěvu více hostí. Do roku 1624 věnoval princ na její rozšíření značnou část svých prostředků. Současně probíhaly i parkové úpravy okolí. Bylo zaznamenáno, že byly navršeny kopce a uprostřed zahrady bylo vyhloubeno jezero. Kněz, který vilu navštívil v roce 1624, napsal, že má „nejkrásnější výhled v Japonsku“.
Princ Tošihito zemřel v roce 1629, když bylo jeho synovi Tošitadovi (zvanému též Noritada) deset let. Mladý princ si zahrady moc neužíval a celý areál značně chátral. Avšak princ sdílel stejné zájmy jako jeho otec a poté, co se oženil s dcerou pána provincie Kaga, což značně zvýšilo jeho příjmy, se pustil do renovace císařské vily. K části zbudované již jeho otcem a známé jako „Stará šóin“ (古書院, Košóin) připojil Tošitada novou hlavní budovu a několik čajoven, jež se staly součástí úseku zvaného „Střední šóin“ (中書院, Čúšóin). Po těchto úpravách sláva Kacury vzrostla.
V roce 1654 adoptoval Tošitada prince Sačiho, jednoho z mnoha synů bývalého císaře Go-Mizunóa. Několik let nato se Go-Mizunó rozhodl navštívit Kacuru. Říká se, že Nový palác (新御殿, Šingoten), zvaný též Palác císařské návštěvy, byl postaven právě pro tuto příležitost. Princ Tošitada zemřel roku 1662 a jeho dědic jen o pár let později. Princové 4. a 5. generace zemřeli v době dospívání, což jim znemožnilo jakkoli přispět k rozvoji areálu vily. Princ Jakahito ze 7. generace však vilu často navštěvoval a nechal ji opravovat, aniž výrazněji zasáhl do původního vzhledu.
Než linie v roce 1881 vyhynula, měnilo se jméno paláce z Hačidžó no mija (八条宮) přes Tokiwai no mija (常磐井宮) a Kjógoku no mija (京極宮) na konečné Kacura no mija (桂宮). Ministerstvo pro správu císařského dvora jej jako Odloučený palác Kacura převzalo do péče v roce 1883 a od 2. světové války se o něj stará Úřad pro záležitosti japonského císařského dvora.

## Stavby

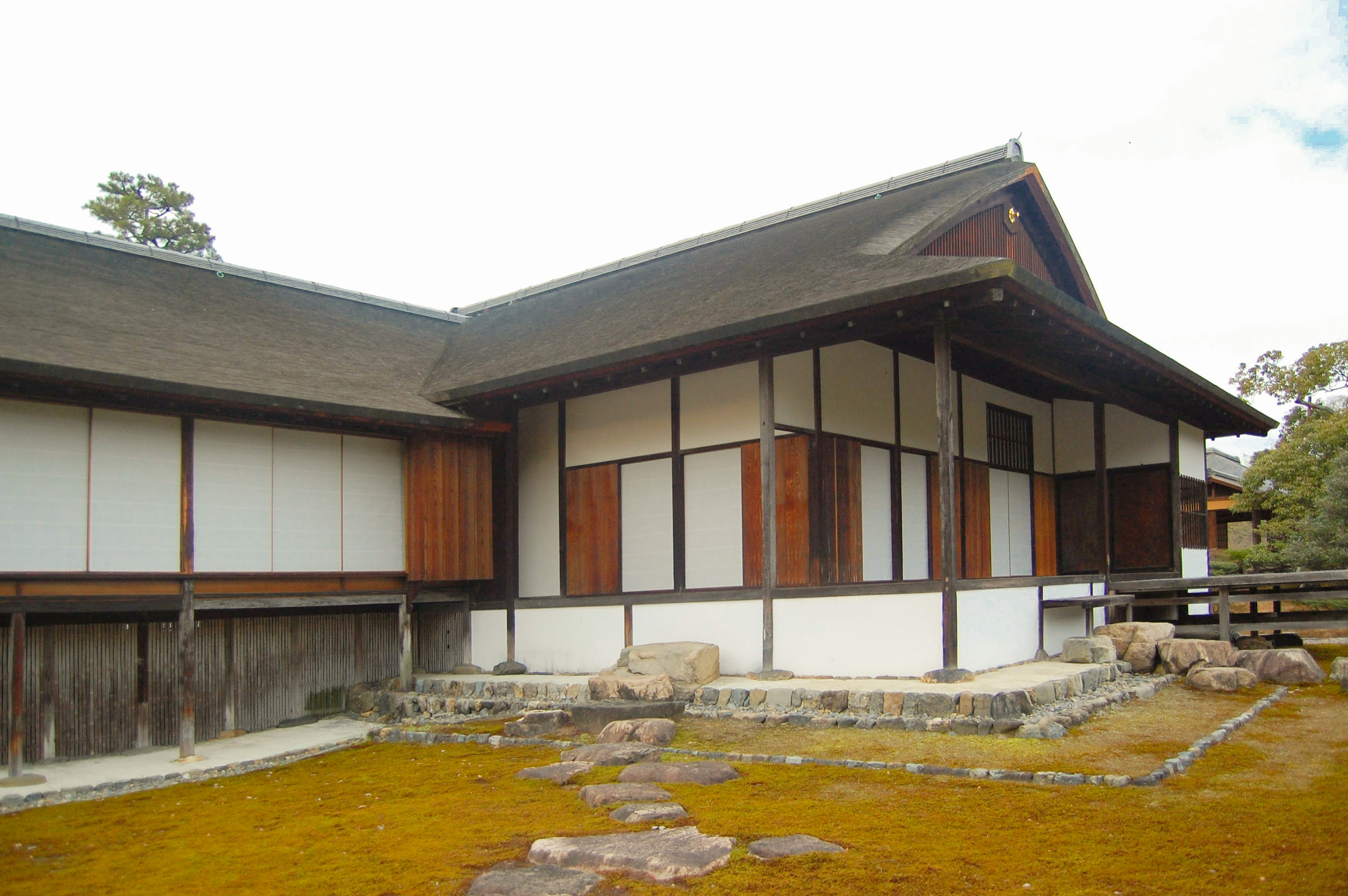
Šóin

Stará šóin, Střední šóin a Nový palác jsou postaveny ve stylu šóin zukuri používaném pro stavbu panských sídel v Období Azuči-Momojama a Edo s typickými střechami.
Stará šóin, kterou nechal postavit princ Tošihito, sestává z místností o velikosti 9, 10 a 15 tatami (1 tatami má v regionu Kjóto rozměry 0,955 m na 1,91 m), jejichž stropy nesou dřevěné latě. Na jižní straně se nachází místnost s přiléhající verandou, která vykazuje prvky stylu sukija zukuri. Bambusová plošina vybudovaná pro pozorování Měsíce se táhne až za verandu. Stará šóin měla zřejmě pojmout velké množství lidí při neformálních shromážděních.
V porovnání se Starou šóin vypadá Střední šóin upjatě. Má půdorys ve tvaru písmene L a na jednom konci je umístěn výklenek tokonoma, na jehož pravé straně je nepravidelná skupina ozdobných polic (čigaidana). Stěny tokonomy jsou ozdobeny krajinomalbami a ilustracemi Sedmi mudrců z bambusového háje. Střední šóin prý sloužil jako princovo obydlí, čemuž napovídá lázeň a toaleta. Podél dvou stran Střední šóin procházela veranda s výhledem do zahrady.
Nový palác má kromě velké střechy i verandu uzavřenou dřevěnými žaluziemi. Design paláce je členitější, než je tomu u obou šóin. Tvoří ho místnosti o velikosti 8, 6 a 3 tatami, které jsou uspořádány do tvaru písmene L. Je zde kazetový strop a alkovna s velkým oknem. V rohu proti vchodu se nacházejí pověstné kacurovské police. K dalším zajímavým místnostem Nového paláce patří dále císařská ložnice, manželská garderoba či, lázeň.

## Zahrada
Zahrada je pověstná stezkami, jež nabízejí zajímavé výhledy do nejrůznějších zákoutí. Nejkrásnější výhled do zahrady je údajně z čajového altánu Šókintei.
V překrásné japonské zahradě určené k procházkám císařovy rodiny bylo původně 5 čajových altánů, jež sloužily k provozování umění čajového obřadu. Dnes stojí již jen 4: Šókintei (Pavilon smrkové loutny), Šókatei (Pavilon ocenění květin), Šóiken (Pavilon úsměvných myšlenek) a Gepparó (Věž měsíční vlny). Tyto nevelké pavilony byly postaveny tak, aby souzněly se základními principy čajového rituálu, jako je soulad či harmonie, úcta a pokora, upřímnost, ticho a nehybnost.

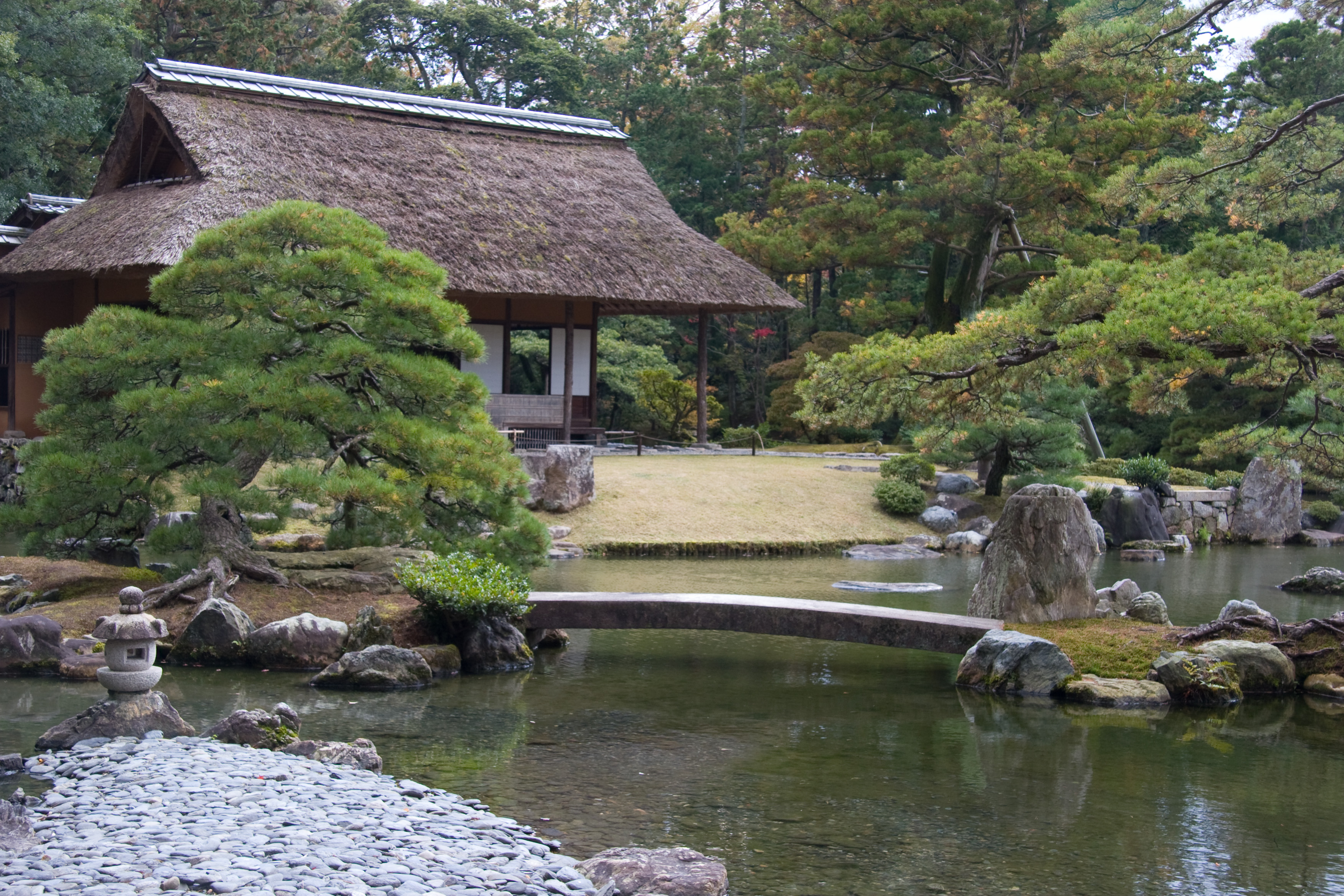
Šókintei

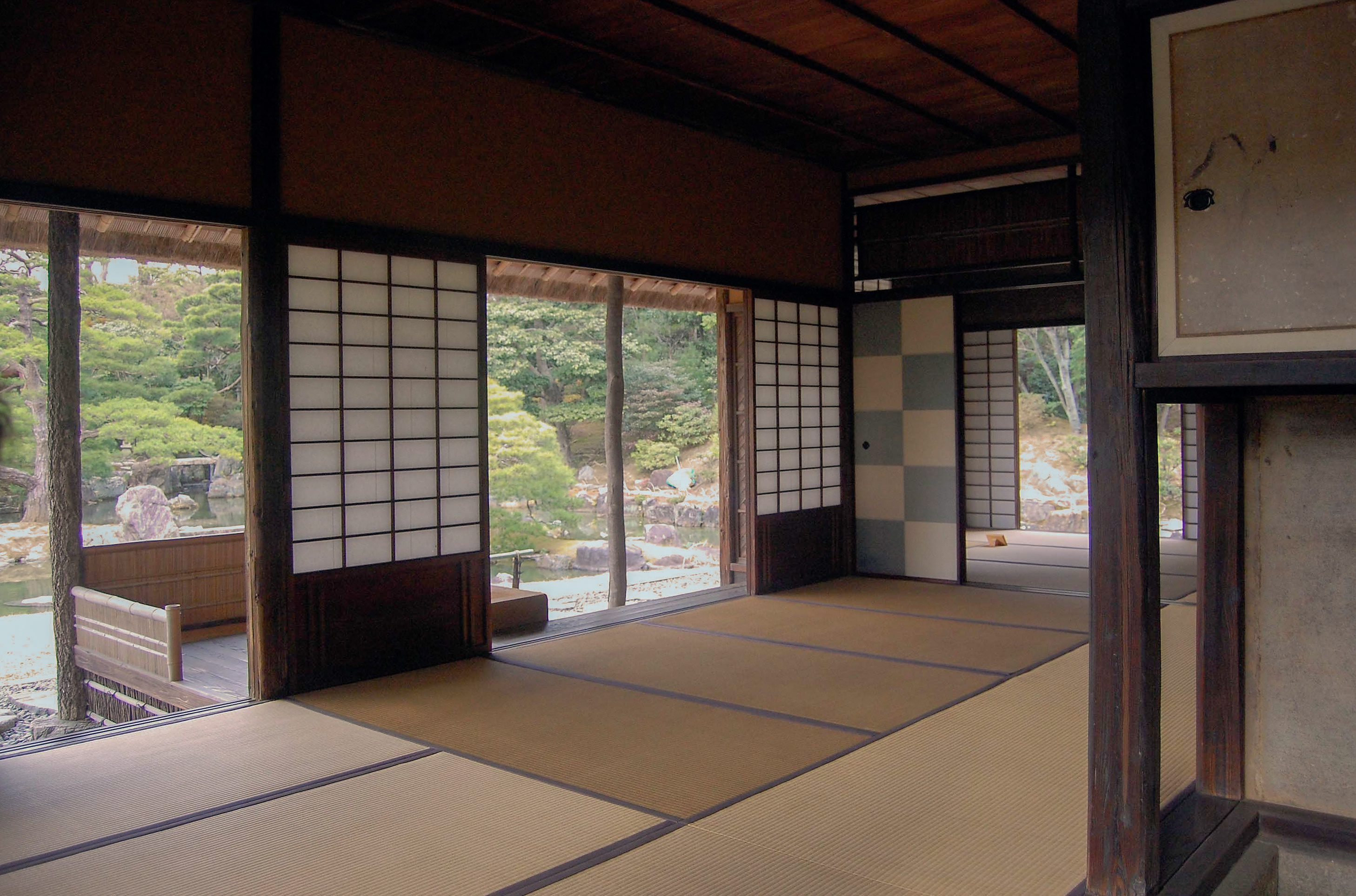
Vnitřek Šókintei

Z čajovny Gepparó (月波楼) neboli Věže měsíční vlny je krásný výhled na jezero. Přestože má půdorys pouhých 4, 57 x 7,31 m, je vyhlášená prostorovým dojmem, který vyvolávají odkrytý podhled společně s důmyslnou konstrukcí střechy.
Na protějším břehu jezera se na dohled od Gepparó nachází altán Šókintei (松琴亭) neboli Pavilon smrkové loutny. Oba altány spolu vzájemně kontrastují. Zatímco Gepparó je aktivní, umístěná na vyvýšeném terénu, odkud shlíží na jezero, Šókintei je pasivnější, a nachází se jen nevysoko nad hladinou jezera. Místo, kde stojí, bylo původně prvním, odkud mohl návštěvník zahlédnout jezero. Vzhledem k rozšíření jezera jihovýchodním směrem a rekonstrukci paláce se celý prostor změnil ze spíše vyhlídkové zahrady v zahradu vycházkovou. Neobvyklými prvky čajovny jsou nedlážděná lodžie s výhledem na jezero a nekrytá úpravna v prostoru pro čajový obřad. Obvykle totiž bývala úpravna v zadní části čajovny, skryta pohledům těch, kdo popíjeli čaj.
Cesta od Šókintei vede „horskou pěšinou“ k Šókatei (賞花亭) neboli Pavilonu ocenění květin, který obklopují sakury. Tato malá čajovna stojí na nejvyšším místě zahrady a je odtud nejlepší výhled na palác. Její sloupky jsou z neloupaných kůlů a půdorys tvoří 4 tatami ve tvaru písmene U. Atmosféru horské chaty zesilují pruhy tmavé a bílé látky visící z průčelí.
Po odchodu od čajovny Šókatei se cesta dělí. Pěšina vpravo vede k trávníku před palácem, zatímco levá přivede návštěvníka k malé svatyni předků Onrindó (園林堂). Za ní se nachází otevřený prostor vedoucí k čajovně Šóiken (笑意軒) neboli Pavilonu úsměvných myšlenek. Horní část stěny vstupní místnosti je opatřena neobvyklou řadou šesti kulatých oken, jež v příchozím vzbuzují dojem, že se mu altán směje. Pavilon úsměvných myšlenek se od ostatních čajoven liší nikoli především vzhledem, ale uspořádáním místností. Od úpravy úzké toalety přes širší místnosti až po kuchyni a prostory pro sloužící dává pocit, že jde o samostatný dům. Výhled na pozemky před areálem, který umožňuje okno ve stylu šóin v malé místnosti, psychologicky propojuje návštěvníka spíš s reálným vnějším světem než se zahradou.

## Galerie

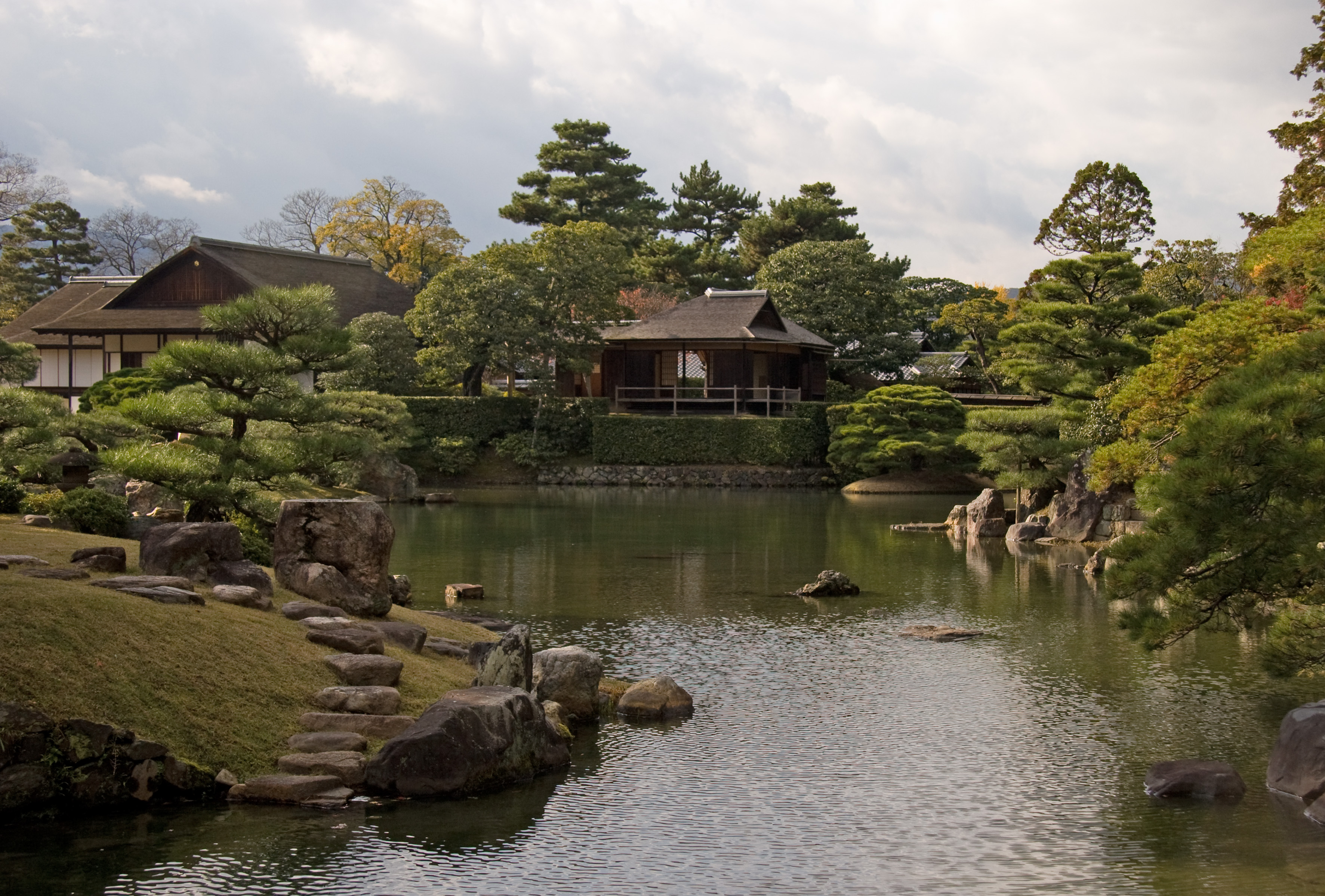
Císařská vila Kacura
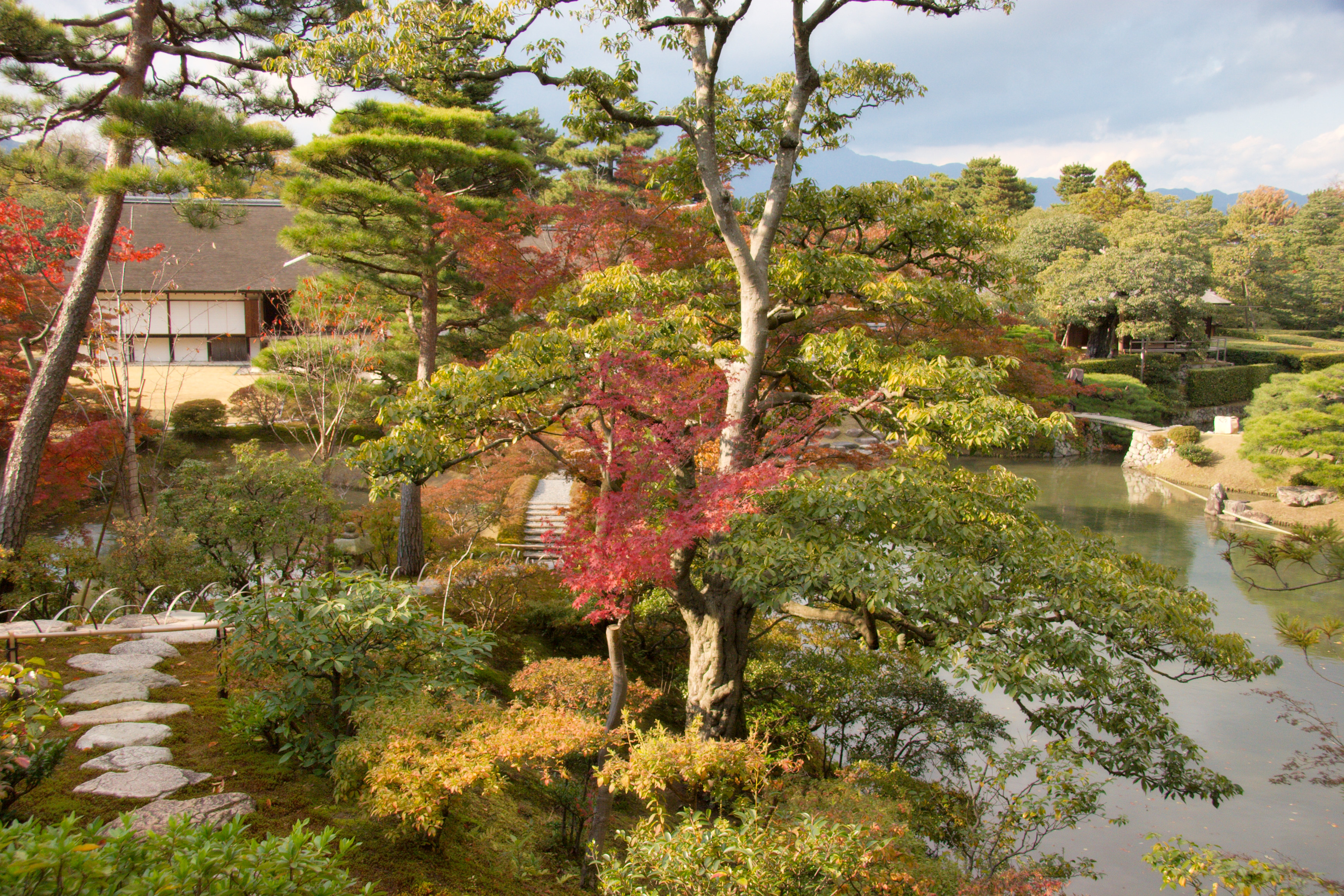
Pohled do zahrady
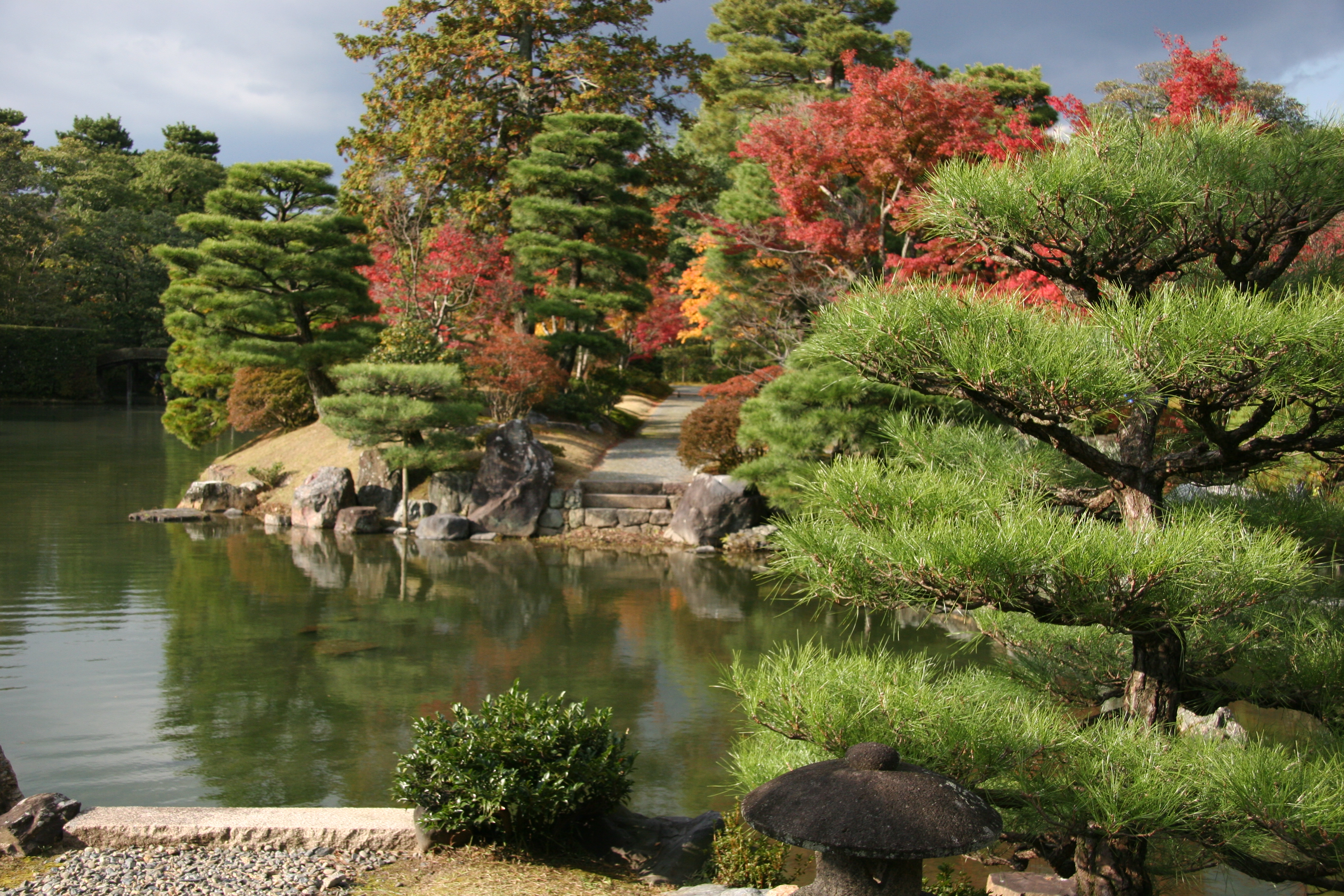
Zahrada
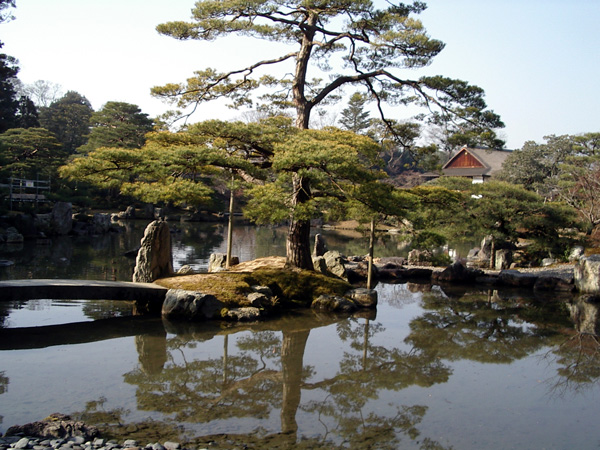
Zahrada
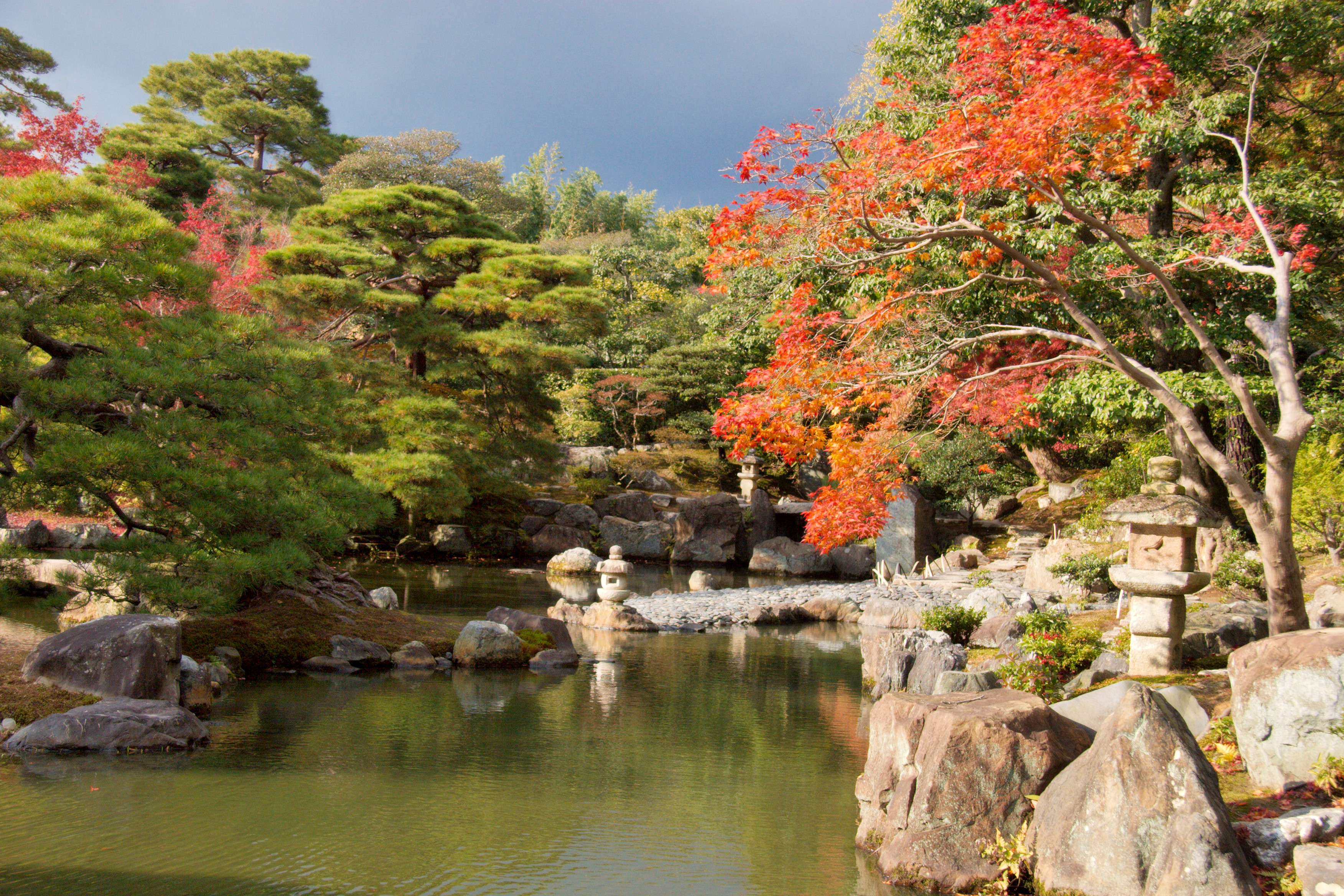
Jezero
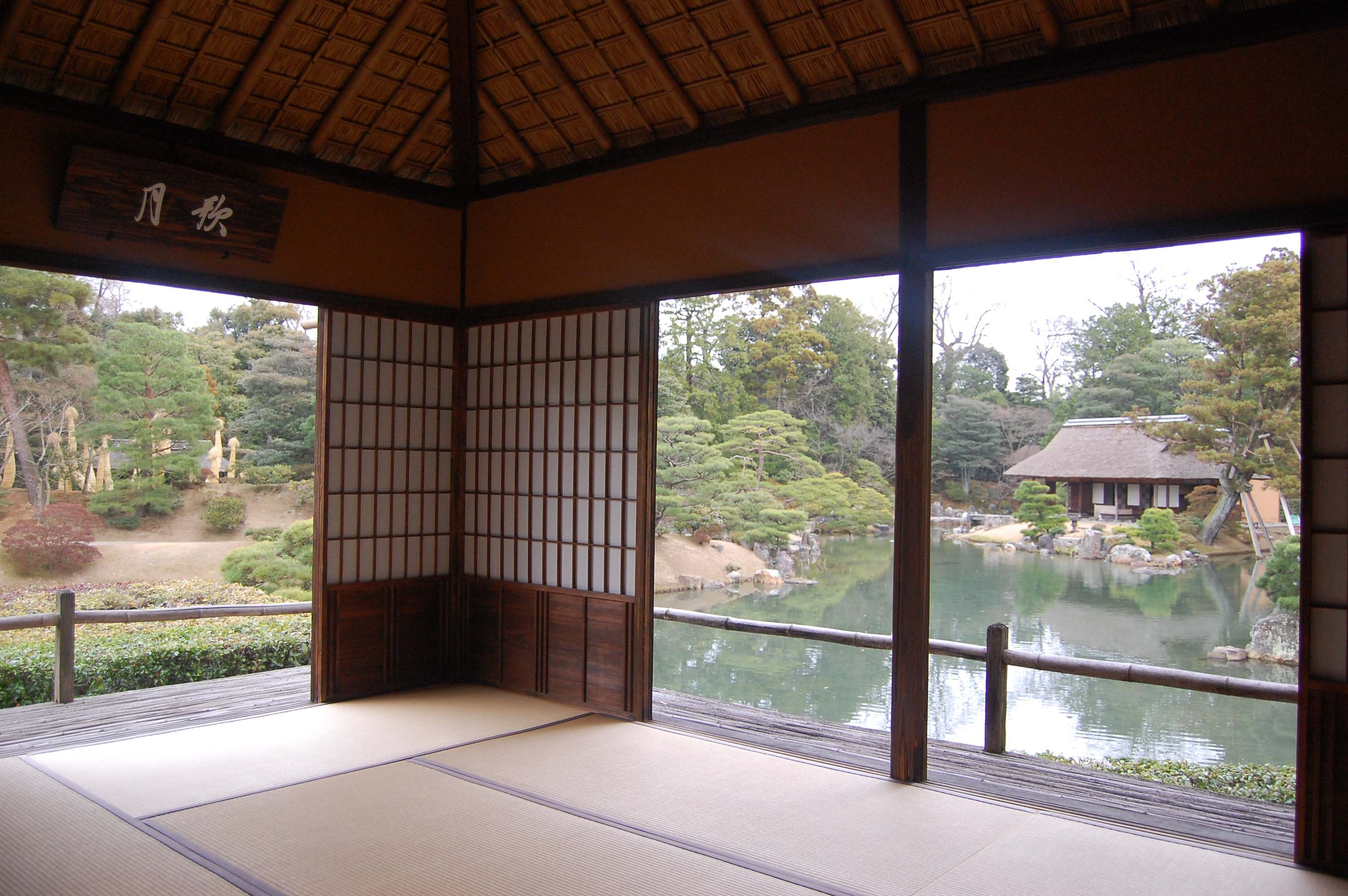
Vnitřek Věže měsíční vlny, v pozadí Pavilon smrkové loutny